# علامة سهمية

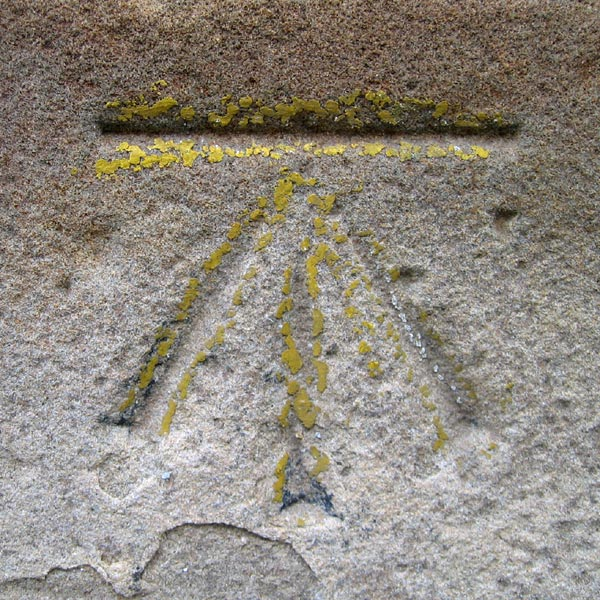

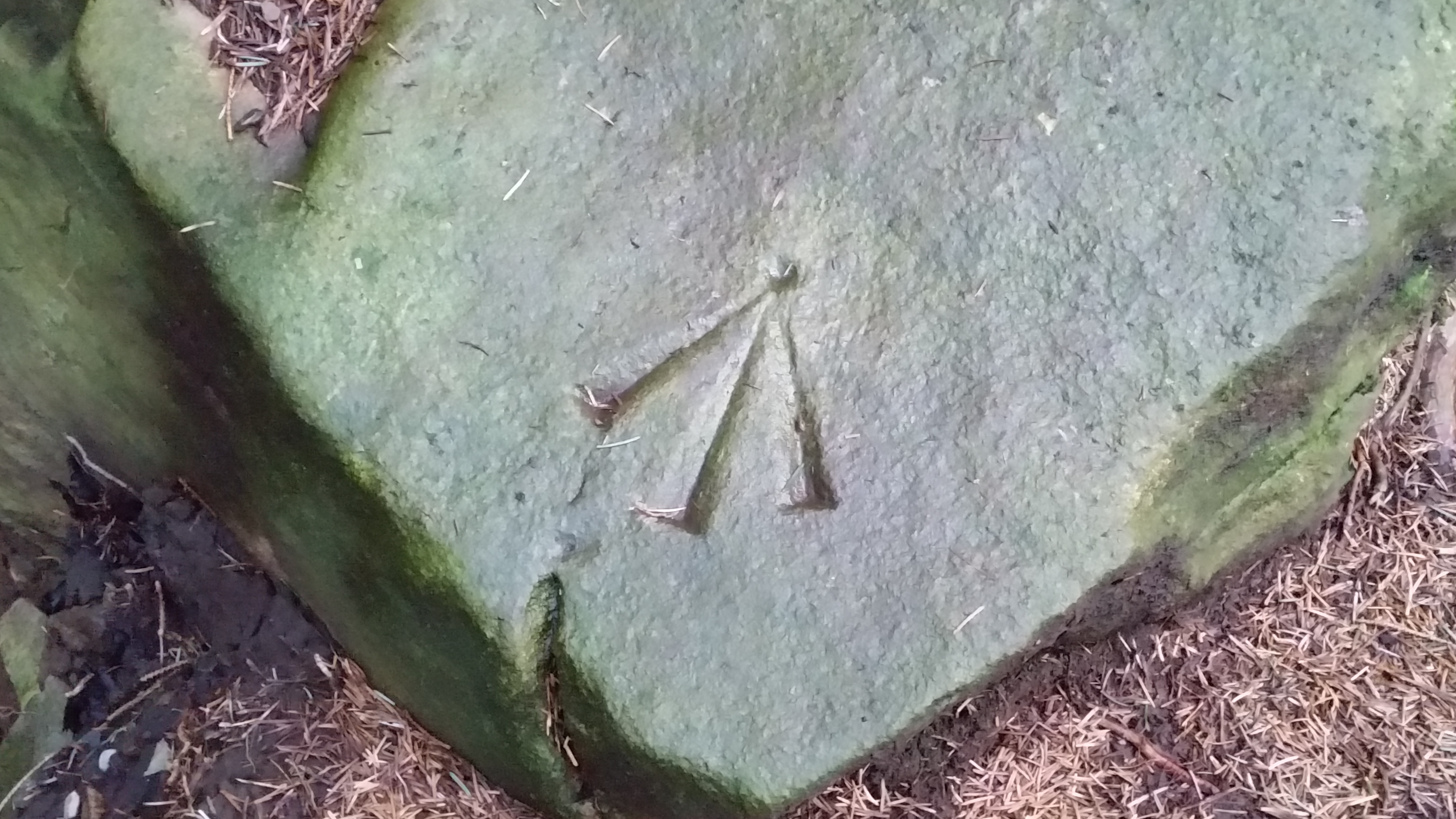

العلامة السهمية أو الراقم الرئيسي مصطلحٌ للعلامات الأفقية المنحوتة التي صنعها المساحون في الهياكل الحجرية، والتي يمكن أن تكون «مقعدًا» لقضيب التسوية، وذلك ضمان إمكانية وضع قضيب التسوية بدقة في نفس المكان في المستقبل. أُشير إلى هذه العلامات عادةً بسهم محفور أسفل الخط الأفقي ومن هنا جاء اسمها العربي. العلامة السهمية هو نوع من علامات المسح.